# Wei Liangfu
Wei Liangfu (cinese: 魏良輔, pinyin: Wèi Liángfǔ) (1522 – 1573) è stato un attore teatrale e drammaturgo cinese, della dinastia Ming (secolo XVI).
Migrato nel Kunshan da Nanchang, nella provincia di Jiangxi, Wei Liangfu, insieme con altri autori drammatici - come Liang Chenyu, suo amico e collaboratore, Teng Quanzhu, Zheng Sili e Zhu Nanchuan - attivi nel periodo che corrisponde al regno dell'imperatore Jiajing, dal 1521 al 1567, operò una sostanziale riforma dell'opera Kūnqǔ. La sua lunga esperienza come attore e cantante gli permise di introdurre tecniche di canto più raffinate. Nelle sue Regole per le melodie Kunqu (曲律, Qǔ Lǜ) si soffermò sulla necessità che i cantanti, nella modulazione, rispettassero le regole dei quattro toni della pronuncia classica cinese. Mantenendo le classiche melodie del Kunshan come base, introdusse elementi dell'opera settentrionale, rendendo il genere più espressivo ed intenso. Anche l'accompagnamento musicale si giovò dell'apporto di strumenti e tecniche dell'opera settentrionale. Il Kūnqǔ così riformato incontrò grande favore di pubblico e divenne un genere molto popolare.